# Wargaming.net
Wargaming.net è una società che si occupa dello sviluppo di giochi di strategia per PC. La compagnia è stata fondata in Bielorussia nel 1998 e la sua sede principale si trova ora a Cipro. Nel gennaio 2013 acquista per 20 milioni di dollari la Dev 1 studios, software house che stava lavorando allo sviluppo di F.E.A.R. 3. Il titolo di maggior successo della casa indubbiamente World of Tanks, videogioco in cui si assiste a battaglie tra i carri armati; nell'ottobre 2012 il gioco ha raggiunto i 40 milioni di iscritti in tutto il mondo, e nei primi di aprile 2014 raggiunge gli 80 milioni di iscritti.

## Videogiochi
- DBA Online (2000)
- Massive Assault (2003)
- Massive Assault Network (2004)
- Massive Assault: Domination (2005)
- Massive Assault Network 2 (2006)
- Galactic Assault: Prisoner of Power (2007)
- Order of War (2009)
- Order of War: Challenge (2010)
- World of Tanks (RU: 2010; EU, NA, CH: 2011; SA, VN, SK: 2012)
- World of Warplanes (CIS, NA, EU: 2013)
- World of Tanks Xbox 360 (2014)
- World of Tanks Blitz (2014)
- World of Warships (2015)
- World of Tanks Xbox One (2015)
- World of Tanks Generals (2015)
- Smash Squad (2016)
- Master of Orion: Conquer the Stars (2016)
- Hybrid Wars (2016)
- Total War: Arena (2016)
- World of Tanks PlayStation 4 (2016)
- Excalibur (da annunciare)